# Dittmar Finkler

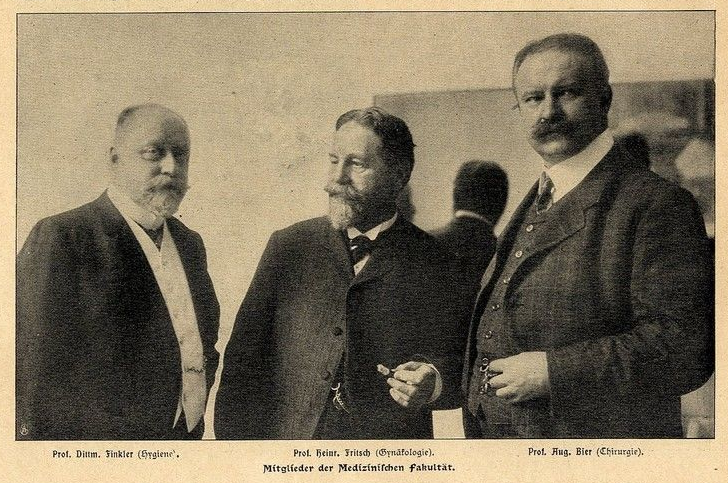
Von links: Dittmar Finkler, Heinrich Fritsch und August Bier, 1906

Dittmar Finkler (* 25. Juli 1852 in Dillenburg; † 16. Februar 1912 in Bonn) war ein deutscher Arzt und Professor.

## Werdegang
Von 1871 bis 1875 studierte Finkler Medizin an der Universität Bonn und war dort insbesondere Schüler von Eduard Pflüger und Hugo Ruehle. 1875 schloss er das Studium mit der Promotion zum Doktor der Medizin ab, 1877 erlangte er in Bonn auch seine Habilitation. Es schloss sich eine vierjährige Tätigkeit als Privatdozent an. Bei seinem vormaligen Lehrer Pflüger war Finkler von 1875 bis 1879 als Assistent beschäftigt, bei Rühle von 1879 bis 1882 als klinischer Assistent.
Im April 1881 nahm Finkler Vorlesungen über Tierphysiologie auf, die auch mit einer Versuchstätigkeit verbunden waren. Am 5. Juli 1881 wurde er zum außerordentlichen Professor der Medizin in Bonn ernannt und vertrat als solcher die klinische Propädeutik. Ab 1886 war Finkler Chefarzt der Inneren Abteilung des evangelischen Friedrich-Wilhelm-Stifts und unter Aufgabe der Professur von 1888 bis 1893 Direktor der Medizinischen Poliklinik. Bei der World’s Columbian Exposition in Chicago (1893) vertrat er als Generalkommissar im Auftrag des Kultusministers die deutschen Universitäten und bereiste anschließend das Land. Nach seiner Rückkehr aus den USA im Herbst 1893 übernahm Finkler, der sich nach dem Scheitern seines Versuchs, eine unabhängige Direktion der Medizinischen Poliklinik zu erreichen, von der Inneren Medizin weg der Hygiene zuwandte, von Carl Maria Finkelnburg den hygienischen Unterricht in Bonn. 1894 konnte er dort eine planmäßige außerordentliche Professur übernehmen, wurde mitbegründender Leiter des neu errichteten Hygienischen Instituts. Zum 31. Dezember 1898 wurde Finkler Inhaber eines nunmehr etatmäßigen Lehrstuhls in diesem Fachgebiet. Im Jahr 1890 wurde er zum Mitglied der Leopoldina gewählt.
Finkler gelangte 1898 durch die Hochzeit mit der Tochter des wohlhabenden Unternehmers Friedrich König in den Besitz der späteren Kronprinzenvilla in Bonn, veranlasste die Parzellierung des Grundstücks und die auf eigene Kosten erfolgende Anlage der Wörthstraße (heute Tempelstraße) auf demselben einschließlich der Errichtung einer Treppenanlage zum Rhein. Dort ließ er außer einer für den Weiterverkauf vorgesehenen Doppelvilla (1899/1900) auch eine Villa für seine eigene Familie (1900/01) erbauen. Von 1903 bis zu seinem Tod war Finkler Vorsitzender des Vereins Beethoven-Haus Bonn.
Seine Tochter Aletta Dorothea war mit dem späteren Reichswirtschaftsminister Albert Neuhaus verheiratet.

## Forschungsarbeit
In einer seiner bedeutendsten Forschungsarbeiten widmete sich Finkler der Verbesserung der Ernährung durch die Ausnutzung der in der Kleie enthaltenen Proteine und Kohlenstoffe. 1884 entdeckte er mit J. Prior einen „Kommabazillus“ in Fällen von Cholera nostras, dessen Bedeutung für die Krankheitsverursachung jedoch von Robert Koch und seinen Schülern bestritten wurde.